# Gao Zong
Gao Zong (cinese 高宗T, GāozōngP, nome personale Li Zhi (李治), nome di nascita Zhinu (雉奴), nome di cortesia Weishan (為善); Chang'an, 21 luglio 628 – Luoyang, 27 dicembre 683) è stato il terzo imperatore della dinastia Tang in Cina che regnò dal 649 al 683 (sebbene dopo il gennaio del 665 gran parte del potere fosse nelle mani della sua principessa consorte Wu Zetian).
Gao Zong è stato descritto come un sovrano debole, incurante degli affari di stato. Verso la fine del suo regno la dinastia Tang perdette il controllo di molti dei suoi territori vassalli ad ovest e a nord.

## Biografia
Li Zhi, futuro imperatore Gao Zong, era il nono figlio di  Tai Zong (唐太宗) e terzo figlio dell'imperatrice Zhangsun. I due figli più anziani dell'imperatrice, Li Chengqian e Li Tai, rivaleggiarono a lungo per il diritto alla successione. Li Chengiang, principe ereditario, perse tale titolo dopo la scoperta di un complotto contro suo padre, e Li Tai venne considerato responsabile di macchinazioni contro il fratello ed esiliato. Il 30 aprile 643 Li Zhi venne nominato principe ereditario.
Nel 646, a causa di gravi problemi di salute, l'imperatore Tai Zong delegò parte dei suoi poteri a Li Zhi. Col progredire della malattia, l'imperatore allontanò il ministro Li Shiji che era divenuto troppo potente per preparare la successione del figlio. La sua morte, tuttavia, fu annunziata pubblicamente con alcuni giorni di ritardo, per volere dell'imperatrice.
La prima iniziativa di Gao Zong imperatore fu la ripresa della campagna di Corea contro il regno di Goguryeo, iniziata da suo padre. Fra il 650 e il 659, fu inoltre impegnato nella sottomissione dei regni Göktürk orientale e occidentale, nei quali si moltiplicavano le ribellioni contro i Tang.
Nel 655 Gao Zong depose (e più tardi fece uccidere) la moglie, imperatrice Wang, che non aveva avuto figli, e nominò imperatrice la concubina Wu Zetian.
Dal 660 al 668, i generali Tang completarono la conquista della Corea con l'aiuto dello stato coreano vassallo di Shilla. Nell'agosto 663 si svolsero battaglie navali a Baekgang contro il regno di Paekje, che si risolsero con la vittoria dei Tang e la fuga del re di Paekje Buyeo Pung. Nel novembre 668 Bojang, ultimo re di Goguryeo, si arrese all'imperatore Gao Zong.
Gao Zong fu affiancato dall'imperatrice Wu Zetian durante gli ultimi anni del suo regno, per il progressivo deteriorarsi della sua salute. La linea di successione aveva visto avvicendarsi come principi ereditari numerosi figli dell'imperatrice Wu e delle concubine. Quando Gao Zong morì, nel 683, nonostante la successione al trono del figlio dell'imperatrice Li Xiǎn (o Li Zhe) col nome di imperatore Zhongzong, tutti i poteri finirono praticamente nelle mani di Wu Zetian.
L'imperatore Gao Zong è conosciuto presso fonti islamiche come Yung Wei (cinese 永徽 Yǒnghuī), dal nome dato alla prima era del suo regno (Yonghui: dal febbraio 650 al febbraio 656). A Gao Zong viene attribuita la costruzione della prima moschea in Cina, una moschea che ancora sorge a Canton. Secondo queste fonti - non confermate da fonti cinesi - l'Islam sarebbe stato introdotto in Cina e presso Gao Zong da Sa'd ibn Abi Waqqas, un seguace di Maometto, nel 650.